# Sony
Sony Corporation (ソニー株式会社?, Sonī Kabushiki-gaisha), meglio nota semplicemente come Sony o SONY, (in precedenza Tokyo Tsushin Kogyo) è una multinazionale conglomerata giapponese fondata nel 1946 con sede a Minato, quartiere di Tokyo.
Sony si concentra principalmente sull'elettronica di consumo, sui videogiochi, intrattenimento e servizi finanziari. La società è uno dei principali produttori di prodotti elettronici per il mercato dei consumatori e professionale. Nel 2015 Sony è classificata nella 116ª posizione nella lista della rivista Fortune Global 500.
Sony è una delle società di intrattenimento più complete al mondo, grazie ai suoi quattro settori operativi che si concentrano sull'elettronica. I principali settori sono Sony Corporation, Sony Pictures Entertainment, Sony Interactive Entertainment, Sony Music e Sony Mobile Communications. Sony è tra le aziende numero uno per quanto riguarda la vendita di semiconduttori per anno e a partire dal 2013 il quarto più grande produttore di televisori dopo Samsung, LG Electronics e TCL. A conferma di tutto ciò il titolo Sony è inoltre quotato alle borse di Tokyo e New York.

## Storia

### La creazione ed il cambio di nome
Il 7 maggio 1946 a Tokyo l'ingegnere Masaru Ibuka e il fisico Akio Morita fondano la società Tokyo Tsushin Kogyo K.K., i cui dipendenti sono circa 20. Ben presto la società si dedica alla ricerca di un nuovo nome capace di caratterizzare i suoi prodotti ed essere idoneo ad attrarre i clienti. Si pensa di usare l'acronimo TTK, ma ciò provocherà confusione con la compagnia ferroviaria Tokyo Kyuko, chiamata TKK. Morita vuole trovare una parola che non esista in nessuna lingua, in modo che chiunque nel mondo la individui con i suoi prodotti. Il nome "Sony", introdotto nel 1955 e diventato ufficiale nel 1958, deriva così da un incrocio tra la parola latina sonus, quella inglese sunny e l'espressione del gergo giapponese Sonny boys che indica i giovani brillanti, destinati a una rapida carriera. Peraltro, la parola Sonny presenta troppe assonanze con un altro termine gergale, assai meno augurante: soh-nee che significa, più o meno, "gli affari vanno male".
È estremamente inusuale che un'azienda giapponese ricorra a una denominazione in caratteri latini anziché in ideogrammi locali. La TTK, inoltre, usufruisce dei servizi bancari della Mitsui che, dal canto suo, preferisce un nome come "Sony Electronic Industries" o "Sony Teletech", ma Morita non vuole legare il nome dell'azienda ad un tipo particolare d'industria e, alla fine, riesce a portare dalla sua sia Ibuka che i banchieri.

### Principali prodotti, attività non industriali

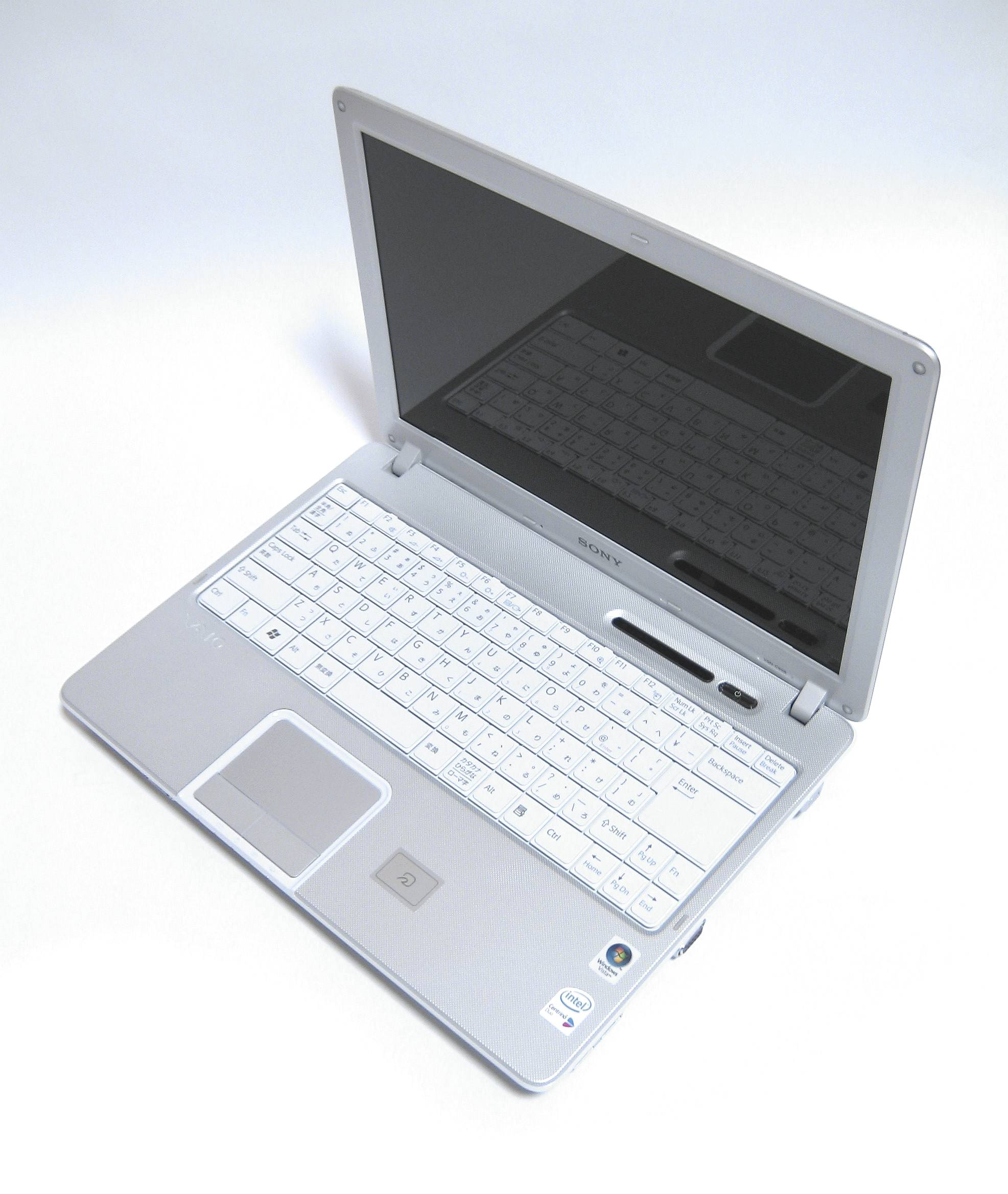
Un computer portatile Sony della serie VAIO

La Sony inizia ben presto a farsi conoscere per le sue radio. Nel 1955 lancia la TR-55, la prima radio giapponese interamente a transistor (nonché primo prodotto con il nuovo marchio Sony), adatta ad essere tenuta in tasca. Il successo sempre più grande dell'azienda, anche al di fuori del Giappone, porta alla nascita della Sony Corporation of America (con sede a New York) nel 1960 e della Sony Corporation of Europe nel 1965. In questi anni l'azienda estende la sua attività alla produzione di televisori (sono famosi i suoi televisori a colori Trinitron), apparecchi audio ad alta fedeltà di varie dimensioni (il Walkman è un'invenzione dell'azienda di Tokyo, primo lettore a cassetta, poi lettore MP3), lettori DVD e Blu-ray (supporto ideato dalla Sony stessa) e apparecchi video come videoregistratori e le relative videocassette (tra cui ricordiamo il Betamax, creato nel 1975, al quale farà concorrenza dall'anno successivo il VHS, lanciato dalla JVC, seguito poi dalla produzione dei videoregistratori professionali Betacam, adesso giunti alla generazione HD), Laserdisc, Video CD, DVD, Minidisc (dischi inseriti in una cartuccia delle dimensioni di 7,1 cm x 6,7 cm, dove si possono editare direttamente i file audio riversati) e UMD (Universal Media Disc, supporto ottico ideato dalla Sony per la console PSP-PlayStation Portable), fino ad arrivare a videocamere, fotocamere digitali e personal computer (tra cui i noti portatili Vaio).
Nei suoi laboratori il ricercatore Leo Esaki, ora Premio Nobel per la fisica, nel 1957 inventa il diodo Tunnel grazie al quale la ditta è diventata leader nel settore delle apparecchiature televisive professionali. Con una produzione di telecamere, mixer video, monitor, è oggi infatti praticamente uno dei leader indiscussi del mercato soprattutto nel campo delle telecamere ad alta definizione. È presente anche nel cinema digitale, con la produzione di telecamere ad alta definizione espressamente costruite per la cinematografia (come le recenti F23 ed F35 usate normalmente per molte produzioni del cinema hollywoodiano).

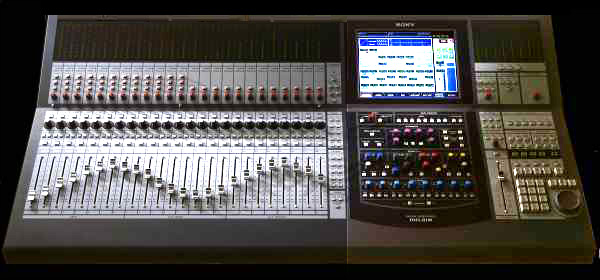
Mixer Sony

Oltre all'elettronica, la Sony si occupa anche d'intrattenimento su più fronti: è proprietaria della casa cinematografica statunitense Columbia Pictures, è presente nel mercato televisivo con la Sony Pictures Entertainment, nonché nell'industria discografica con la Sony Music (la più grande casa discografica del mondo), producendo (anche attraverso controllate come Columbia Records, Epic e Immortal) i lavori di artisti quali Michael Jackson, Mariah Carey, Jennifer Lopez, Shakira, Rage Against the Machine e KoЯn; in Giappone, tramite la Hall Network, gestisce la più importante catena di sale da concerto del paese, gli Zepp. Per proteggersi dalle copie non autorizzate dei suoi CD, è stato inserito su alcuni CD un virus rootkit in grado di ridurre l'utilizzabilità del PC dell'utente. Ne è nata una grande polemica per il silenzio della Sony nel confessare la presenza del virus, successivamente per la reticenza sul codice ed infine per la concessione di programmi di eradicazione del programma parassita.
Nel 1993, la Sony entra nel settore dei videogiochi, ritira il progetto di un lettore CD per il Super Nintendo, e l'anno successivo, lo trasforma nella prima console della serie: la PlayStation, destinata ad un immenso successo su scala mondiale, rendendo i videogiochi un fenomeno mainstream. In seguito entra anche nel mondo degli anime (cartoni animati) realizzando lo studio Aniplex, che si attesterà come uno dei nomi leader del mercato.

### Altri prodotti e attività recenti

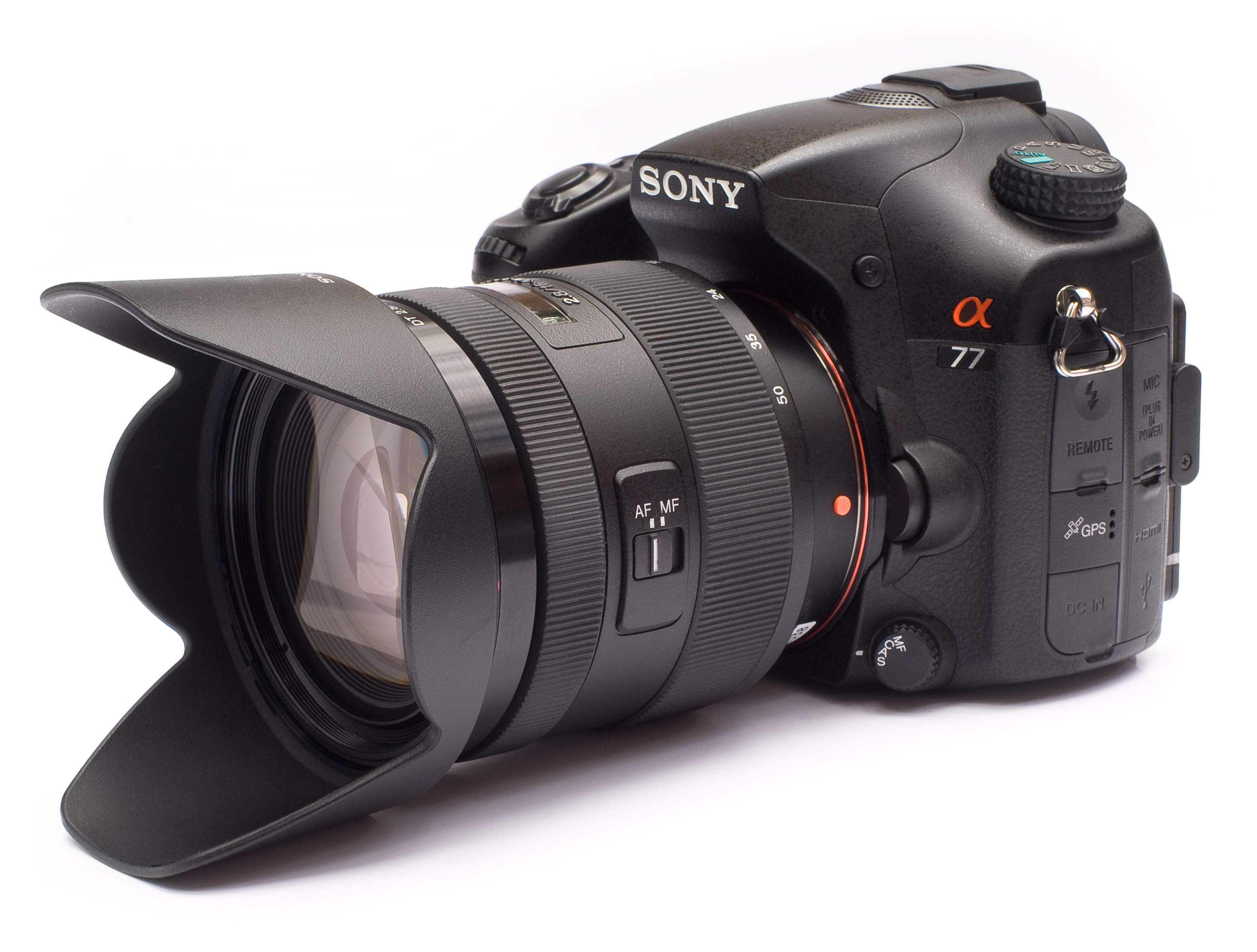
Sony Alpha 77 con obiettivo Sony 16-50 f/2.8

- La Sony è stata l'azienda promotrice del formato di supporti ottici Blu-ray Disc, utilizzato per la prima volta nella console PlayStation 3.
- Produce anche i relativi lettori, registratori e masterizzatori Blu-ray. Nel 2001 avviò una joint venture con l'azienda svedese Ericsson, per la produzione di telefoni cellulari sotto il marchio Sony Ericsson, che durò fino al 2012, quando Sony ha acquistato tutti i diritti di Ericsson sulla produzione di telefoni.
- Nel luglio 2005 Sony acquisisce il marchio Konica Minolta, che consentirà all'azienda di Tokyo di produrre la sua prima reflex digitale Sony Alpha.
- Nel luglio 2006 la Dell rende disponibile la sostituzione gratuita della batterie sui suoi computer portatili, prodotte dalla Sony tra l'ottobre 2003 e l'agosto 2006 e rivelatesi esplosive a causa di problemi dell'elettrolita delle batterie al litio. Non molte settimane dopo, anche Apple ed in seguito Toshiba ed IBM hanno reso disponibile un simile servizio di sostituzione, e la quantità di accumulatori sembra prossima ai 7 milioni di esemplari.
- Sony, nel dicembre 2007, ha annunciato di voler mettere in commercio per il mercato giapponese TV basate sulla tecnologia OLED. XEL-1 era il primo modello di televisore con questa tecnologia, ampio 11 pollici, 940 x 540 punti, contrasto 1.000.000:1, scheda di rete Ethernet, porta HDMI, porta USB al prezzo di 200.000 yen (1220 €). Venne prodotta da ST Liquid Crystal Display, joint venture fra Sony e Toyota.[6]
- Per il 2008 ha annunciato una TV OLED da 27 pollici con risoluzione Full HD (1080 p)[6].
- Per il 2008 Sony ha dichiarato di terminare la produzione di TV con tubo catodico per concentrarsi sui televisori a schermo piatto.
- Nel 2008 esce Rolly, un lettore musicale portatile "danzante".
- A settembre 2011 escono nel mercato due tablet Sony, modello S e P, entrambi con certificazione PlayStation e Android come sistema operativo.
- Il 17 dicembre 2011 la nuova console portatile PlayStation Vita viene commercializzata sul territorio Giapponese, mentre in Europa e in America è disponibile a partire dal 22 febbraio 2012.
- Il 2 giugno 2012 la Sony ufficializza l'acquisizione di Gaikai per $380 milioni, completata ad agosto.
- Il 20 febbraio 2013 la Sony annuncia l'uscita della PlayStation 4, console next-gen nel mercato dal 29 novembre 2013 anche in Europa.
- Il 6 febbraio 2014 la Sony sospende la produzione dei pc portatili VAIO.
- Sempre nello stesso anno collabora allo sviluppo della tecnologia NFC.
- Nel 2015 la Sony annuncia una progressiva riduzione della produzione di smartphone, settore in crisi.[7]
- A luglio 2015 Sony annuncia una collaborazione con "ZMP Inc", un'azienda di Tokyo che si dedica ai robot per la creazione di droni commerciali. Sony e ZMP si sono unite in una compagnia chiamata Aerosense, che utilizza i droni per il sondaggio e l'ispezione aree di difficile accesso. Sono stati rivelati dei video di due prototipi, il AS-DTO1-E e l'AS-MCO1-P.[8]
- Il 12 novembre 2020 Sony annuncia l'uscita della PlayStation 5.
- A giugno 2021, Sony ufficializza "Airpeak S1", il primo drone della casa giapponese con velocità massima di circa 90 km/h e resistenza a venti fino a 70 km/h[9].
- Ad agosto 2021, Sony è diventata ufficialmente il principale fornitore di fotocamere di PA Media Group (precedentemente Press Association), fornendo quindi prodotti a più di 90 tra fotografi e videoreporter che compongono lo staff del gruppo.[10]

## Prodotti di maggior successo
- Trinitron, primo tubo a raggi catodici a colori a sezione cilindrica (1968)
- U-matic, la prima videocassetta (1971)
- Walkman, primo stereo portatile (1979)
- PlayStation, serie di console per videogiochi (a partire dal 1994)
- Sony Xperia, smartphone con sistema operativo Android (2008)
- Sony α (conosciuta anche come "Alpha"), serie di fotocamere reflex e mirrorless dedicate sia ad amatori che professionisti (a partire dal 2006)

## Sussidiarie
Tra le principali vi sono:
- Sony Alpha
- Sony Mavica
- Sony Music
- Sony Pictures Entertainment
- Sony Mobile Communications
- Sony Interactive Entertainment
- Sony Entertainment Network
- Sony Financial
- Sony/ATV Music Publishing
- Sony Semiconductor Solutions Corporation